# Kompensacja (rolnictwo)

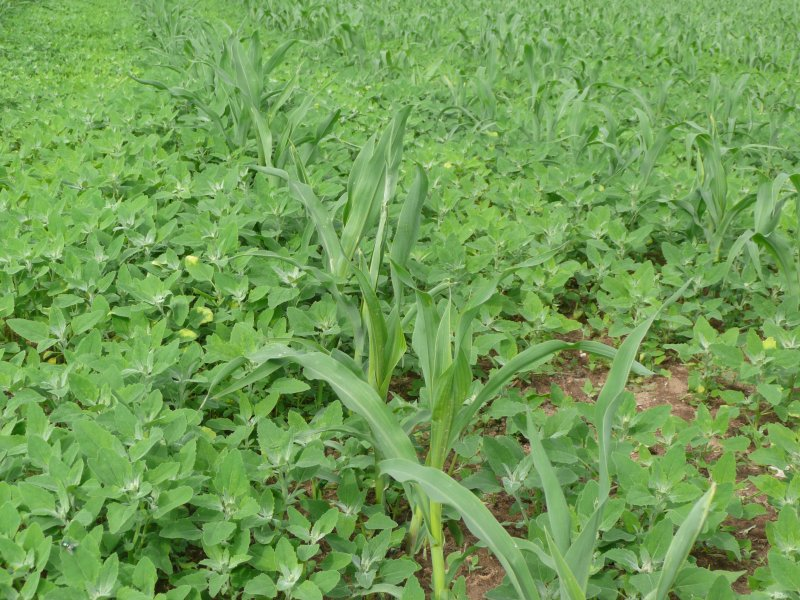
Kompensacja Komosy białej (Chenopodium album) w uprawie kukurydzy.

Kompensacja – zjawisko wykorzystywania przez sąsiednie rośliny powierzchni uwolnionej po roślinach zniszczonych przez szkodnika lub zabieg ochrony roślin.  
Kompensacja chwastów - masowe występowanie jednego lub dwóch gatunków chwastów ze sporadycznym występowaniem innych. Powstaje w wyniku presji selekcyjnej wywołanej stosowaniem herbicydów selektywnych. 
Kompensacji chwastów można zapobiegać stosując zmianę herbicydów, stosując środki ochrony roślin o różnym mechanizmie działania oraz mieszaniny herbicydów. 